# Campanula argyrotricha
Campanula argyrotricha là loài thực vật có hoa trong họ Hoa chuông. Loài này được Wall. ex A.DC. mô tả khoa học đầu tiên năm 1839.